# Mézières-sur-Seine
Mézières-sur-Seine és un municipi francès, situat al departament d'Yvelines i a la regió de Illa de França. L'any 2007 tenia 3.485 habitants.
Forma part del cantó de Limay, del districte de Rambouillet i de la Comunitat urbana Grand Paris Seine et Oise.

## Demografia

### Població
El 2007 la població de fet de Mézières-sur-Seine era de 3.485 persones. Hi havia 1.212 famílies, de les quals 208 eren unipersonals (80 homes vivint sols i 128 dones vivint soles), 324 parelles sense fills, 584 parelles amb fills i 96 famílies monoparentals amb fills.
La població ha evolucionat segons el següent gràfic:
Habitants censats

### Habitatges
El 2007 hi havia 1.320 habitatges, 1.236 eren l'habitatge principal de la família, 14 eren segones residències i 70 estaven desocupats. 1.080 eren cases i 231 eren apartaments. Dels 1.236 habitatges principals, 947 estaven ocupats pels seus propietaris, 272 estaven llogats i ocupats pels llogaters i 17 estaven cedits a títol gratuït; 23 tenien una cambra, 72 en tenien dues, 221 en tenien tres, 280 en tenien quatre i 640 en tenien cinc o més. 972 habitatges disposaven pel capbaix d'una plaça de pàrquing. A 471 habitatges hi havia un automòbil i a 677 n'hi havia dos o més.

### Piràmide de població
La piràmide de població per edats i sexe el 2009 era:
| Homes | Edats   | Dones |
| ----- | ------- | ----- |
| 4     | 95 o +  | 0     |
| 4     | 90 a 94 | 4     |
| 16    | 85 a 89 | 0     |
| 12    | 80 a 84 | 24    |
| 8     | 75 a 79 | 20    |
| 32    | 70 a 74 | 36    |
| 56    | 65 a 69 | 52    |
| 72    | 60 a 64 | 76    |
| 80    | 55 a 59 | 48    |
| 140   | 50 a 54 | 100   |
| 120   | 45 a 49 | 152   |
| 148   | 40 a 44 | 128   |
| 160   | 35 a 39 | 204   |
| 132   | 30 a 34 | 108   |
| 88    | 25 a 29 | 104   |
| 84    | 20 a 24 | 80    |
| 144   | 15 a 19 | 152   |
| 168   | 10 a 14 | 92    |
| 136   | 5 a 9   | 108   |
| 100   | 0 a 4   | 120   |

## Economia
El 2007 la població en edat de treballar era de 2.400 persones, 1.810 eren actives i 590 eren inactives. De les 1.810 persones actives 1.680 estaven ocupades (892 homes i 788 dones) i 130 estaven aturades (60 homes i 70 dones). De les 590 persones inactives 154 estaven jubilades, 277 estaven estudiant i 159 estaven classificades com a «altres inactius».

### Ingressos
El 2009 a Mézières-sur-Seine hi havia 1.273 unitats fiscals que integraven 3.655,5 persones, la mediana anual d'ingressos fiscals per persona era de 23.341 €.

### Activitats econòmiques
Dels 136 establiments que hi havia el 2007, 4 eren d'empreses extractives, 3 d'empreses alimentàries, 2 d'empreses de fabricació d'elements pel transport, 1 d'una empresa de fabricació d'altres productes industrials, 26 d'empreses de construcció, 23 d'empreses de comerç i reparació d'automòbils, 6 d'empreses de transport, 4 d'empreses d'hostatgeria i restauració, 1 d'una empresa d'informació i comunicació, 1 d'una empresa financera, 9 d'empreses immobiliàries, 19 d'empreses de serveis, 24 d'entitats de l'administració pública i 13 d'empreses classificades com a «altres activitats de serveis».
Dels 34 establiments de servei als particulars que hi havia el 2009, 1 era una oficina de correu, 1 funerària, 2 tallers de reparació d'automòbils i de material agrícola, 5 paletes, 6 guixaires pintors, 2 fusteries, 4 lampisteries, 3 electricistes, 1 empresa de construcció, 3 perruqueries, 1 restaurant, 4 agències immobiliàries i 1 tintoreria.
Dels 8 establiments comercials que hi havia el 2009, 2 eren supermercats, 1 una botiga de més de 120 m², 2 fleques, 1 una fleca, 1 una carnisseria i 1 una joieria.
L'any 2000 a Mézières-sur-Seine hi havia 6 explotacions agrícoles que ocupaven un total de 210 hectàrees.

## Equipaments sanitaris i escolars
Els 2 equipaments sanitaris que hi havia el 2009 eren farmàcies.
El 2009 hi havia 1 escola maternal i 2 escoles elementals.

## Poblacions més properes
El següent diagrama mostra les poblacions més properes.